# Gustav Adolf von Gotter

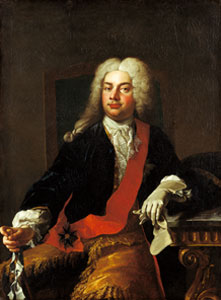
Gustav Adolf von Gotter, malował Martin van Meytens młodszy w roku 1732

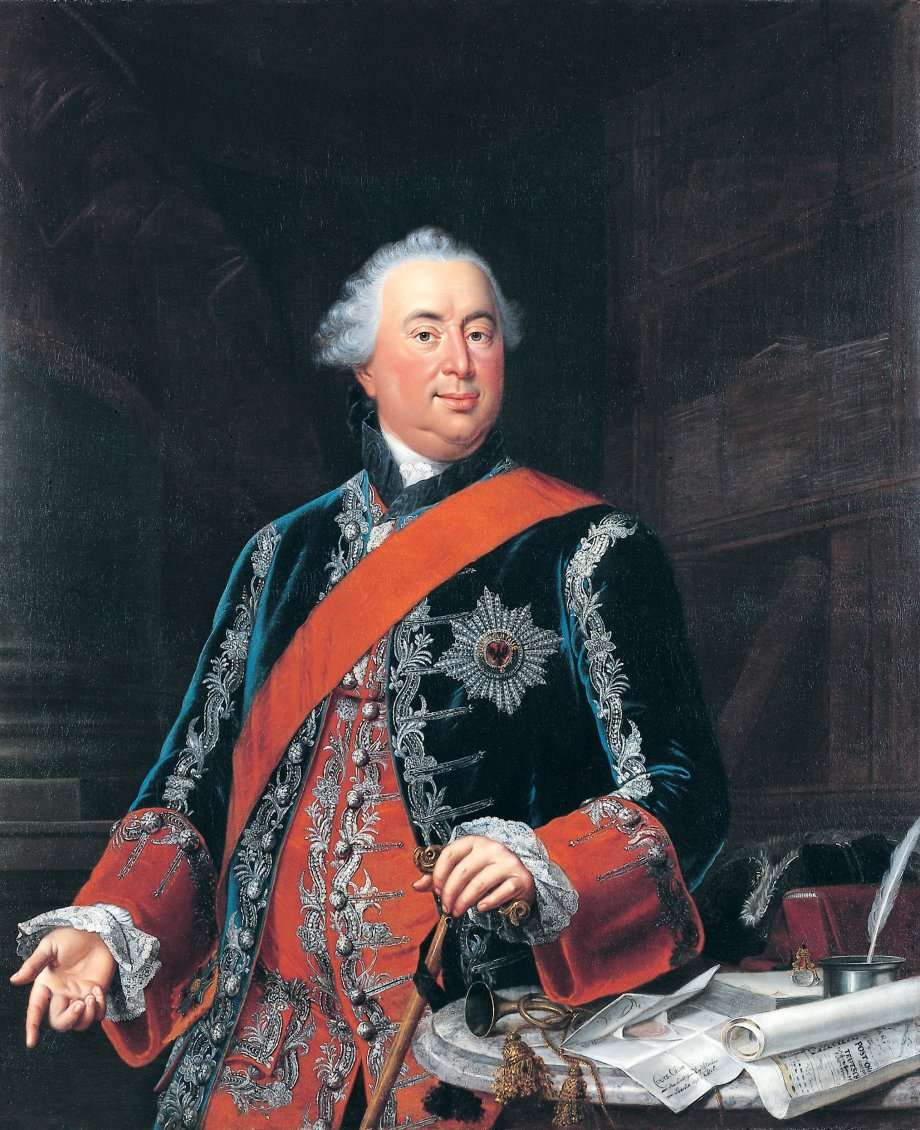
Gustav Adolf von Gotter w 1752

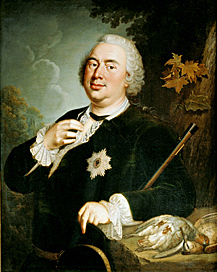
Gustav Adolf von Gotter

Gustav Adolf von Gotter (ur. 1692 w Gocie, zm. 1762 w Berlinie) – pruski urzędnik, dyplomata i mecenas sztuki.

## 1692-1740
Pochodził z mieszczańskiej rodziny z Gothy.
Ożeniony z siostrzenicą księcia Eugeniusza Sabaudzkiego zrobił znakomitą karierę jako pruski urzędnik państwowy. W roku 1720 był gotajskim (tj. w służbie księstwa Saxen-Coburg-Gotha) wysłannikiem w Wiedniu. 
Car Piotr Wielki uhonorował go w roku 1727 orderem Alexandra Newskiego. Fryderyk Wilhelm I Pruski król Prus wręczył mu w roku 1729 Order Orła Czarnego (Adlerorden). 
W roku 1732 został pruskim ambasadorem na cesarskim dworze. Gotter był znawcą i miłośnikiem sztuki. 
Potężne zbiory malarskie von Gottera (około 411 obrazów) odziedziczył w roku 1736 książę Karol Aleksander Wirtemberski. Dziś w muzeum w Ludwigsburgu można podziwiać około setki z nich.
W późnych latach trzydziestych von Gotter wycofał się z czynnych działań na polu polityki i dyplomacji.
W jego posiadłości w Molsdorf architekt Gottfried Heinrich Krohne (1703-1756) wzniósł dla niego zamek-rezydencję.

## 1740-1760
W roku 1740 von Gotter znów został powołany do służby państwowej. Został marszałkiem dworu i członkiem tajnej rady stanu i wojny. (Oberhofmarschall / geheimen Staats- und Kriegsrat). W tym samym roku cesarz Karol VI Habsburg uczynił go hrabią Rzeszy. Jak na ironię to właśnie von Gotter prowadził z jego córką i następczynią (Maria Teresa Habsburg) rozmowy związane z pruskimi żądaniami „oddania” im księstw śląskich (Jägerndorf, Liegnitz, (Legnica) Brieg (Brzeg) i Wohlau). Rozmowy zostały jednak zerwane i toczyły się wojny śląskie. Von Gotter zyskał sobie niedostępny nikomu poza nim dostęp do króla Fryderyka i jego zaufania. Ustępstwa Austrii po przegranej I wojnie śląskiej były dziełem von Gottera.
Von Gotter prowadził życie w wielkim stylu co uszczupliło nieco jego majątek. Niewiele pomogły dotacje rządowe i wygrane na loterii. W roku 1742 von Gotter był zmuszony sprzedać dobra w Neudietendorf. W 1743 został kanonikiem w Liebfrauenkirche w Halberstadt i objął stanowisko Generaldirektor der Berliner Oper (dyrektora Opery Berlińskiej). W 1744 został jednym z tradycyjnych 4 kuratorów Akademii Nauk w Berlinie (Kurator der Königlichen Akademie der Wissenschaften). Z powodów zdrowotnych wycofał się z działalności państwowej w roku 1745.
Zwolnienie z obowiązków uzyskał dopiero po długich prośbach. W roku 1748 musiał sprzedać zamek Molsdorf. Nadal pojawiał się w Berlinie, gdzie służył rada swemu panu. Dopiero kuracja w Montpellier w 1752 polepszyła jego zdrowie na tyle, że mógł znowu stanąć na czele ministerstwa (Minister des General-, Oberfinanz-, Kriegs- und Domänendirektoriums). W roku 1753 Fryderyk Wielki uczynił go również szefem poczty. Gdy w roku 1762 von Gotter zmarł, Fryderyk opłakiwał jego śmierć jako odejście jednego z najbogatszych duchowo ludzi swych czasów.